# Karl Severin Unterberger
Karl Severin Unterberger (* 21. April 1893 in Schwaz; † 17. Juni 1984) war ein österreichischer Bildhauer und Maler.

## Leben
Karl Unterberger wurde 1893 als Sohn eines Gastwirts in Schwaz geboren. Ab Oktober 1913 studierte er an der Akademie der Bildenden Künste München in der Zeichenschule von Martin Feuerstein, anschließend an der Akademie der bildenden Künste Wien. Nach einem einjährigen Aufenthalt bei Aristide Maillol in Paris kehrte er nach Schwaz zurück und war dort als Bildhauer und Maler tätig. Von 1950 bis 1960 lebte er in Brasilien, wo er mehr als zwanzig Kirchen und Kapellen künstlerisch ausstattete. Unterstützt wurde er dabei von seinem Sohn, dem Maler und Bildhauer Hartwig Unterberger, der ihm 1952 nach Brasilien gefolgt war.
Karl Unterberger schuf figurale Skulpturen in Stein, Holz, Metall sowie in Kupfer getriebene Reliefs.

## Werke

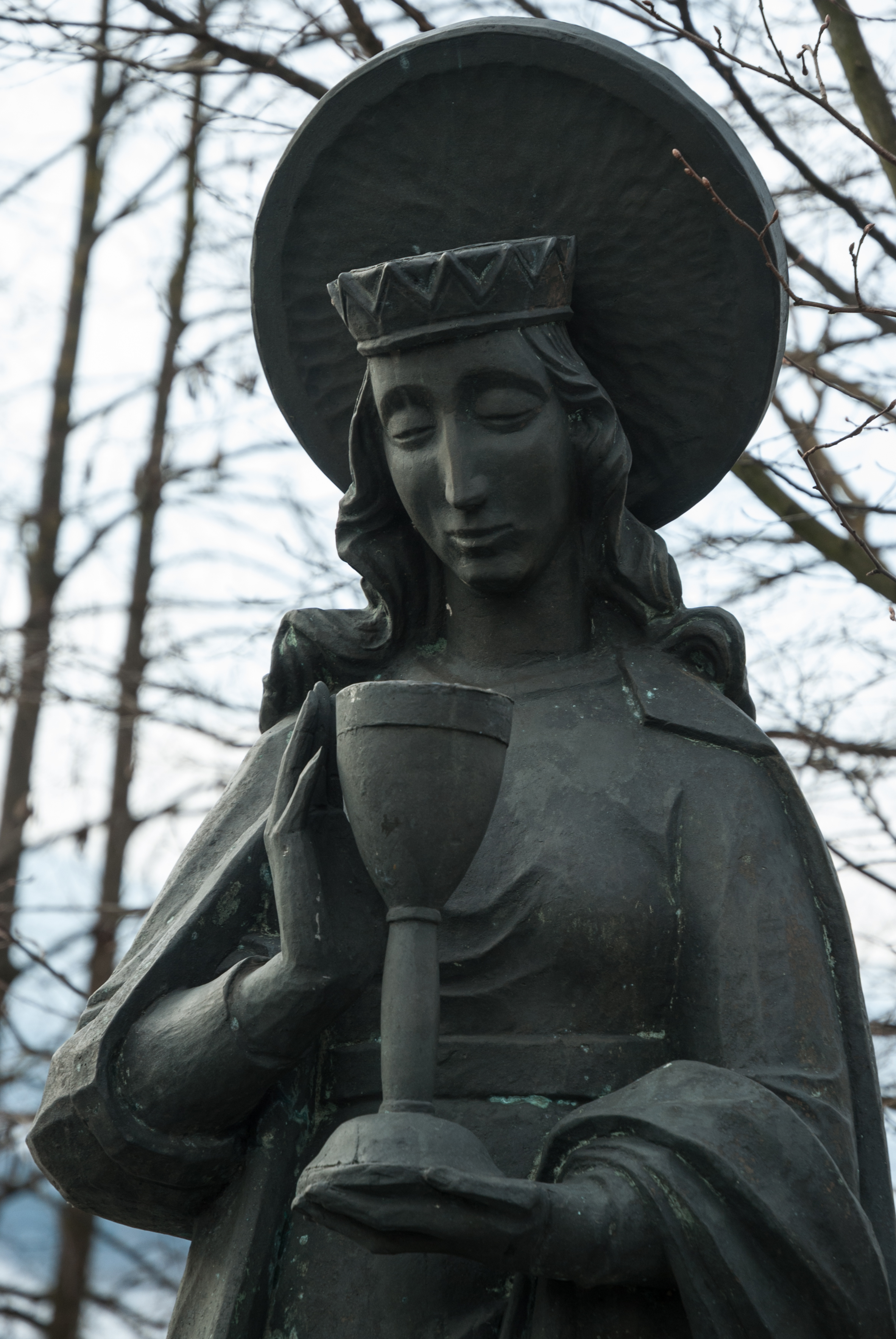
Barbarastatue an der Schwazer Barbarabrücke (Detail)

- Stuckreliefs mit Darstellungen zum Bäckerberuf am Erker des Marktbäcks, Schwaz, 1923[3]
- Gusssteinplastik hl. Georg im Kampf mit dem Drachen, Kriegerdenkmal auf dem Mühlbichl, Brixlegg, 1925/26[1]
- Metallskulptur des hl. Isidor, Isidorbrunnen, Schwaz, 1941[4]
- Erkerreliefs mit Porträtbüste und Genreszenen des ländlichen Arbeitens, Wohn- und Geschäftsgebäude Burggasse 5, Schwaz, um 1956[5]
- Kanzel und Statue des hl. Benedikt, Kirche São Benedito in Campos do Jordão, 1959[6]
- Kupferreliefs mit Passionsszenen an fünf Bildsäulen in Vomp, 1964[7][8][9][10]
- Sgraffito Kinder pflanzen Baum, Erwachsene ernten Äpfel, Volksschule Uderns, um 1971[11]
- Marienrelief an der Fassade der Brenngadenkapelle, Schwaz[12]
- Metallskulptur der hl. Barbara an der Barbarabrücke, Schwaz (ausgeführt von Josef Baumgartner)[13]